# NGC 4968
NGC 4968 este o galaxie seyfert de tip 2⁠(d) situată în constelația Hidra. A fost descoperită în 25 martie 1836 de către John Herschel. Se află la o distanță de 40,08 de megaparseci de Pământ.